# Herrarnas fyrmanna i bob vid olympiska vinterspelen 2014
Herrarnas fyrmanna i bob vid olympiska vinterspelen 2014 hölls i Sanki isbanecenter i skidorten Krasnaja Poljana, 60 km från Sotji, Ryssland. Tävlingarna pågick mellan den 22 och 23 februari 2014. 

## Tävlingsschema
| Datum       | Tid   | Gren         |
| ----------- | ----- | ------------ |
| 22 februari | 20:30 | Åk 1         |
| 22 februari | 22:00 | Åk 2         |
| 23 februari | 13:30 | Åk 3         |
| 23 februari | 15:00 | Åk 4 (final) |

## Medaljörer
| Gren                       | Guld                                                                         | Silver                                                                    | Brons                                                                |
| Herrar, fyrmanna (finalen) | Ryssland Alexandr Zubkov Dmitrij Trunenkov Aleksej Negodajlo Alexej Vojevoda | Lettland Oskars Melbārdis Arvis Vilkaste Daumants Dreiškens Jānis Strenga | USA Steven Holcomb Steven Langton Curtis Tomasevicz Christopher Fogt |

## Resultat
| Pl. | Start- nummer | Land                   | Namn                                                                         | Åk 1     | Åk 2  | Åk 3  | Åk 4  | Totalt  | Tidsmarginal TR = Banrekord |
| --- | ------------- | ---------------------- | ---------------------------------------------------------------------------- | -------- | ----- | ----- | ----- | ------- | --------------------------- |
| 1   | 3             | Ryssland (RUS-1)       | Aleksandr Zubkov Dmitrij Trunenkov Aleksej Negodajlo Aleksej Voyevoda        | 54,82 TR | 55,37 | 55,02 | 55,39 | 3:40,60 | —                           |
| 2   | 7             | Lettland (LAT-1)       | Oskars Melbārdis Arvis Vilkaste Daumants Dreiškens Jānis Strenga             | 55,10    | 55,13 | 55,15 | 55,31 | 3:40,69 | +0,09                       |
| 3   | 2             | USA (USA-1)            | Steven Holcomb Steven Langton Curtis Tomasevicz Christopher Fogt             | 54,89    | 55,47 | 55,30 | 55,33 | 3:40,99 | +0,39                       |
| 4   | 6             | Ryssland (RUS-2)       | Alexander Kasjanov Maxim Belugin Ilvir Huzin Aleksei Pushkarev               | 55,11    | 55,41 | 55,29 | 55,21 | 3:41,02 | +0,42                       |
| 5   | 12            | Storbritannien (GBR-1) | John James Jackson Bruce Tasker Stuart Benson Joel Fearon                    | 55,26    | 55,27 | 55,31 | 55,26 | 3:41,10 | +0,50                       |
| 6   | 1             | Tyskland (GER-1)       | Maximilian Arndt Alexander Rödiger Marko Hübenbecker Martin Putze            | 54,88    | 55,47 | 55,47 | 55,60 | 3:41,42 | +0,82                       |
| 7   | 4             | Tyskland (GER-3)       | Thomas Florschütz Kevin Kuske Joshua Bluhm Christian Poser                   | 55,06    | 55,42 | 55,47 | 55,53 | 3:41,51 | +0,91                       |
| 8   | 11            | Schweiz (SUI-1)        | Beat Hefti Jürg Egger Alex Baumann Thomas Lamparter                          | 55,21    | 55,34 | 55,60 | 55,60 | 3:41,75 | +1,15                       |
| 9   | 9             | Kanada (CAN-2)         | Lyndon Rush David Bissett Lascelles Brown Neville Wright                     | 55,35    | 55,43 | 55,60 | 55,38 | 3:41,76 | +1,16                       |
| 10  | 8             | Tyskland (GER-2)       | Francesco Friedrich Gregor Bermbach Jannis Bäcker Thorsten Margis            | 55,15    | 55,43 | 55,81 | 55,41 | 3:41,80 | +1,20                       |
| 11  | 14            | Nederländerna (NED-1)  | Edwin van Calker Sybren Jansma Bror van der Zijde Arno Klaassen              | 55,55    | 55,57 | 55,82 | 55,75 | 3:42,69 | +2,09                       |
| 12  | 13            | USA (USA-2)            | Nick Cunningham Johnny Quinn Justin Olsen Dallas Robinson                    | 55,61    | 55,48 | 55,97 | 55,64 | 3:42,70 | +2,10                       |
| 13  | 5             | Kanada (CAN-1)         | Christopher Spring James McNaughton Timothy Randall Bryan Barnett            | 55,50    | 56,70 | 55,88 | 55,76 | 3:42,84 | +2,24                       |
| 14  | 16            | Lettland (LAT-2)       | Oskars Ķibermanis Helvijs Lūsis Raivis Broks Vairis Leiboms                  | 55,68    | 55,52 | 55,97 | 55,81 | 3:42,98 | +2,38                       |
| 15  | 15            | Ryssland (RUS-3)       | Nikita Zacharov Nikolaj Chrenkov Petr Moiseev Maksim Mokrousov               | 55,74    | 55,53 | 55,88 | 55,91 | 3:43,06 | +2,46                       |
| 16  | 19            | Tjeckien (CZE-1)       | Jan Vrba Dominik Dvořák Dominik Suchý Michal Vacek                           | 55,95    | 55,47 | 55,95 | 55,80 | 3:43,17 | +2,57                       |
| 17  | 22            | Frankrike (FRA-1)      | Loïc Costerg Florent Ribet Romain Heinrich Elly Lefort                       | 55,82    | 55,68 | 55,91 | 55,77 | 3:43,18 | +2,58                       |
| 18  | 17            | Italien (ITA-1)        | Simone Bertazzo Samuele Romanini Simone Fontana Francesco Costa              | 55,78    | 55,73 | 56,06 | 55,88 | 3:43,45 | +2,85                       |
| 19  | 18            | Storbritannien (GBR-2) | Lamin Deen Andrew Matthews John Baines Ben Simons                            | 55,91    | 55,60 | 56,06 | 55,95 | 3:43,52 | +2,92                       |
| 20  | 21            | Sydkorea (KOR-1)       | Won Yun-Jong Jun Jung-Lin Suk Young-Jin Seo Young-Woo                        | 56,12    | 55,97 | 56,25 | 55,88 | 3:44,22 | +3,62                       |
| 21  | 24            | Österrike (AUT-1)      | Benjamin Maier Markus Sammer Stefan Withalm Angel Somov                      | 56,25    | 56,11 | 56,27 | i.u.  | 2:48,63 |                             |
| 22  | 23            | Australien (AUS-1)     | Heath Spence Duncan Harvey Gareth Nichols Lucas Mata                         | 56,20    | 56,21 | 56,23 | i.u.  | 2:48,64 |                             |
| 23  | 30            | Frankrike (FRA-2)      | Thibault Godefroy Vincent Ricard Jérémy Baillard Jérémie Boutherin           | 56,37    | 56,27 | 56,35 | i.u.  | 2:48,99 |                             |
| 24  | 25            | Rumänien (ROU-1)       | Andreas Neagu Paul Muntean Florin Cezar Crăciun Dănuț Moldovan               | 56,25    | 56,16 | 56,62 | i.u.  | 2:49,03 |                             |
| 25  | 28            | Slovakien (SVK-1)      | Milan Jagnešák Lukáš Kožienka Petr Narovec Juraj Mokráš                      | 56,56    | 56,37 | 56,51 | i.u.  | 2:49,44 |                             |
| 26  | 20            | Japan (JPN-1)          | Hiroshi Suzuki Shintaro Sato Toshiki Kuroiwa Hisashi Miyazaki                | 56,41    | 56,42 | 56,63 | i.u.  | 2:49,46 |                             |
| 27  | 26            | Polen (POL-1)          | Dawid Kupczyk Michal Kasperowicz Daniel Zalewski Paweł Mróz                  | 56,57    | 56,45 | 56,47 | i.u.  | 2:49,49 |                             |
| 28  | 29            | Sydkorea (KOR-2)       | Kim Dong-Hyun Kim Sik Kim Kyung-Hyun Oh Jea-Han                              | 56,98    | 56,77 | 56,89 | i.u.  | 2:50,64 |                             |
| 29  | 27            | Brasilien (BRA-1)      | Edson Bindilatti Edson Ricardo Martins Odirlei Pessoni Fabio Gonçalves Silva | 56,86    | 56,74 | 57,11 | i.u.  | 2:50,71 |                             |
| 30  | 10            | Kanada (CAN-3)         | Justin Kripps Cody Sorensen Jesse Lumsden Ben Coakwell                       | 55,17    | 59,91 | 55,72 | i.u.  | 2:50,80 |                             |